# ゲートバルブ

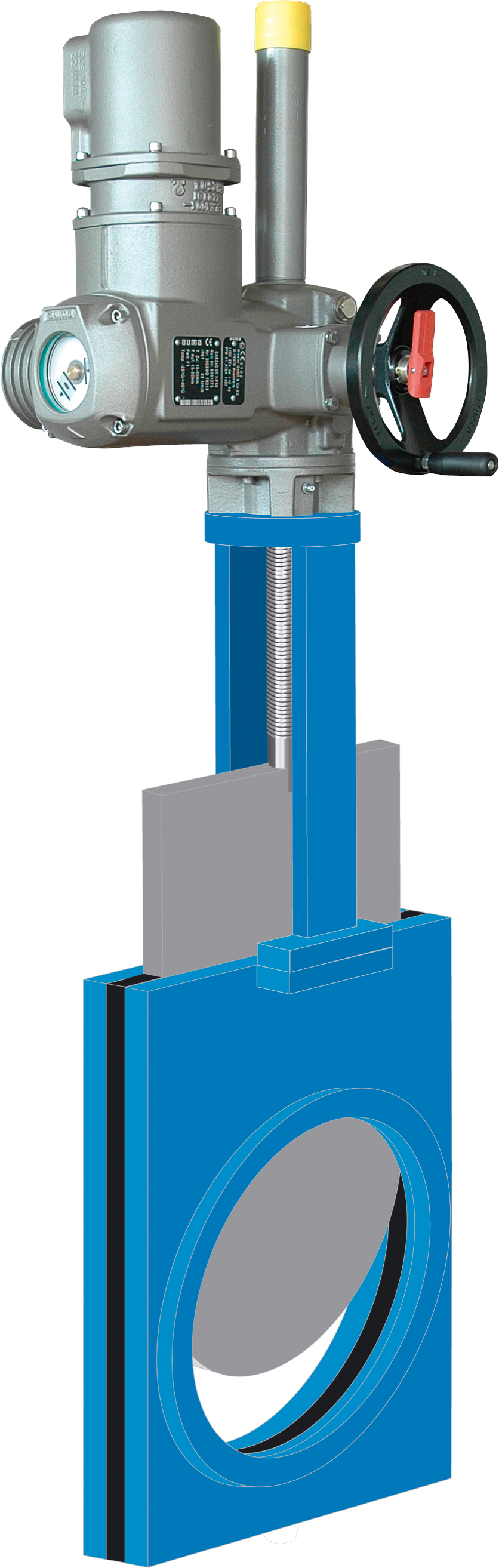
ゲートバルブの電気マルチターンアクチュエータ

ゲートバルブ（スルースバルブとも）は、バリア（ゲート）を流体の経路から持ち上げることによって開くバルブである。パイプ軸に沿って必要な空間が非常に少なく、ゲートが完全に開いているときには流体の流れをほとんど制限しない。ゲート面は平衡にすることができるが、最も一般的には楔形である（シール面に圧力を加えることができるようにするため）。

## 典型的な用途
ゲートバルブは、流量の制御よりも液体の流れを遮断するために使用される。完全に開いているとき、通常のゲートバルブには流路に障害物がないため、流れ抵抗が非常に低くなる。開流路の大きさは、一般にゲートが動くにつれて非線形に変化する。これは、ステムの移動によって流量が均等に変化しないことを意味する。構造によっては、部分的に開いたゲートが流体の流れにより振動することがある。
ゲートバルブは大きな他のタイプのバルブよりも構造が複雑ではないため、主に直径の大きなパイプ（2"から最大のパイプラインまで）が使用される。
高圧では、摩擦が問題になることがある。媒体の圧力によってゲートがガイドレールに押し付けられると、バルブを操作するのが難しくなる。大きなゲートバルブにはゲートバルブ自体を操作する前に圧力を下げることができるように小さなバルブにより制御されるバイパスが取り付けられていることがある。
ゲートまたはシートに追加のシールリングのないゲートバルブは、加熱回路や下水管などバルブのわずかな漏れが問題とならない用途で使われる。

## 日本の水道において
日本では、水道水のゲートバルブが「制水弁」「仕切弁」などと呼ばれている。
主に昭和戦前までの古いマンホールの蓋には、「制水弇」「仕切弇」などと表記されていることがあり、「弇」の漢字は本来は「エン」と音読みして「覆い」や「蓋」を意味するが、実際には「制水弇」「仕切弇」などの「弇」は「弁」の当時の正式な字体である「瓣」の略字として用いられ「ベン」として取り扱われていたようであり、戦後の当用漢字制定後に「制水弁」「仕切弁」などの表記に置き換わったようである。

## ギャラリー

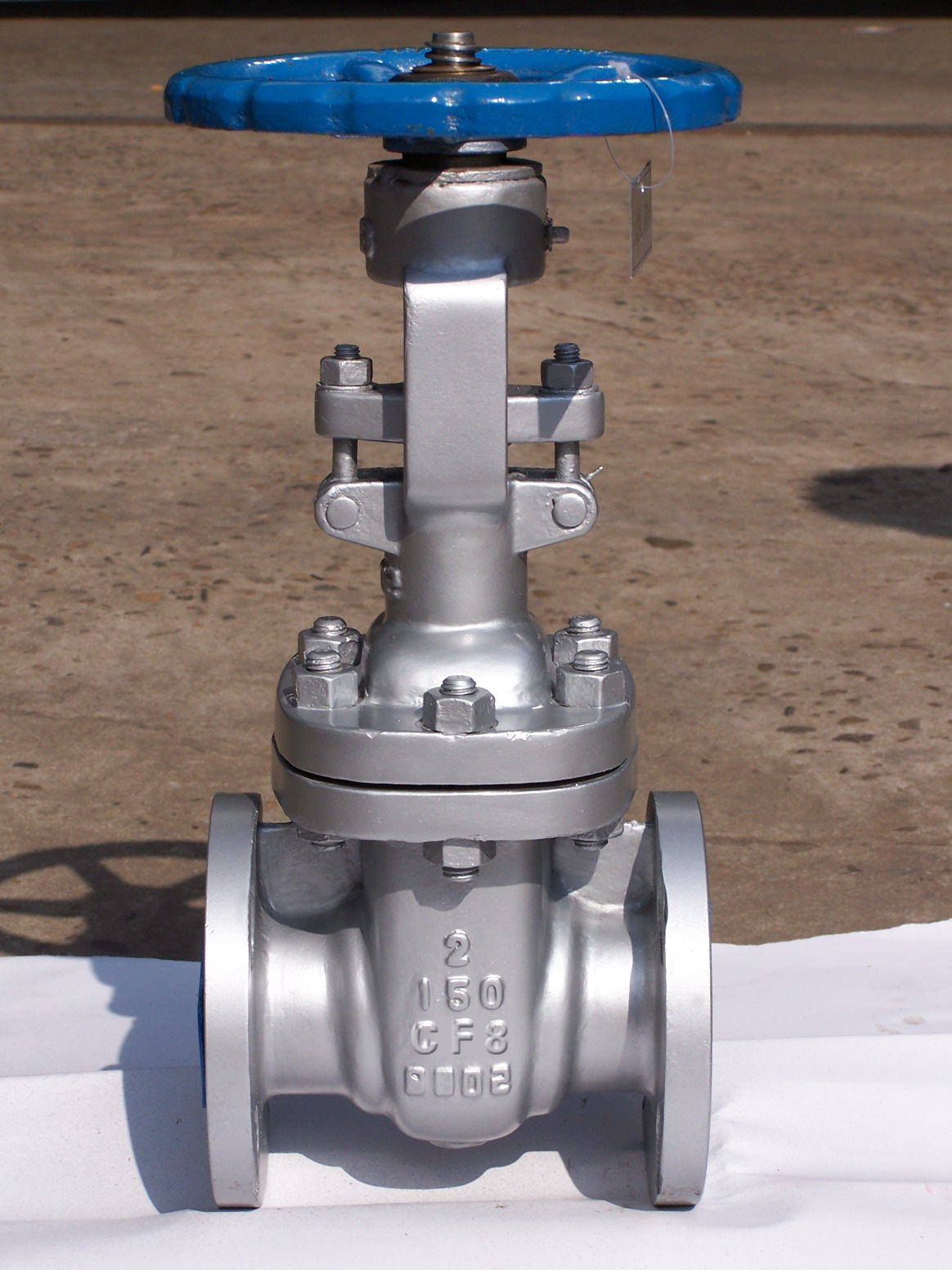
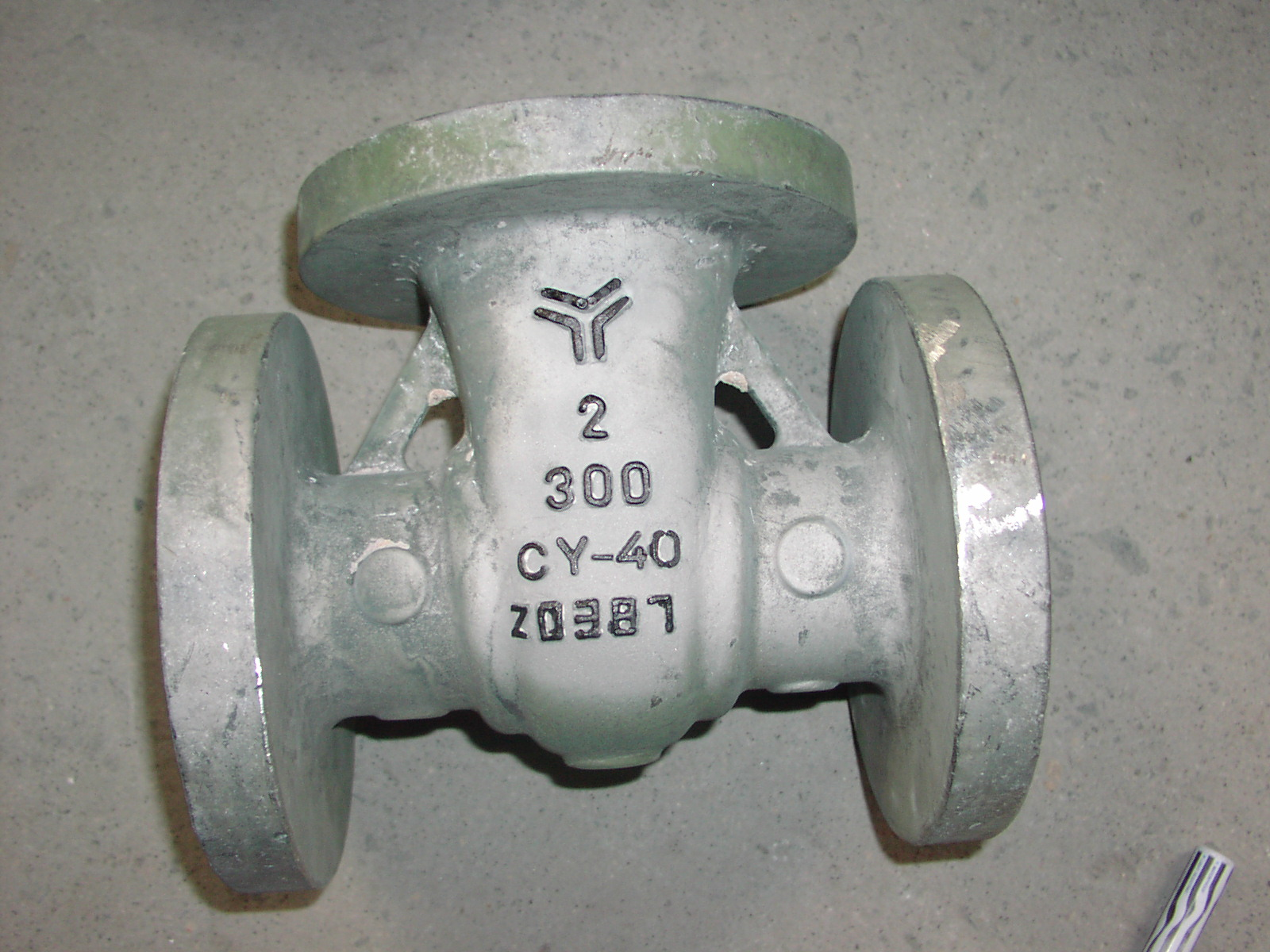
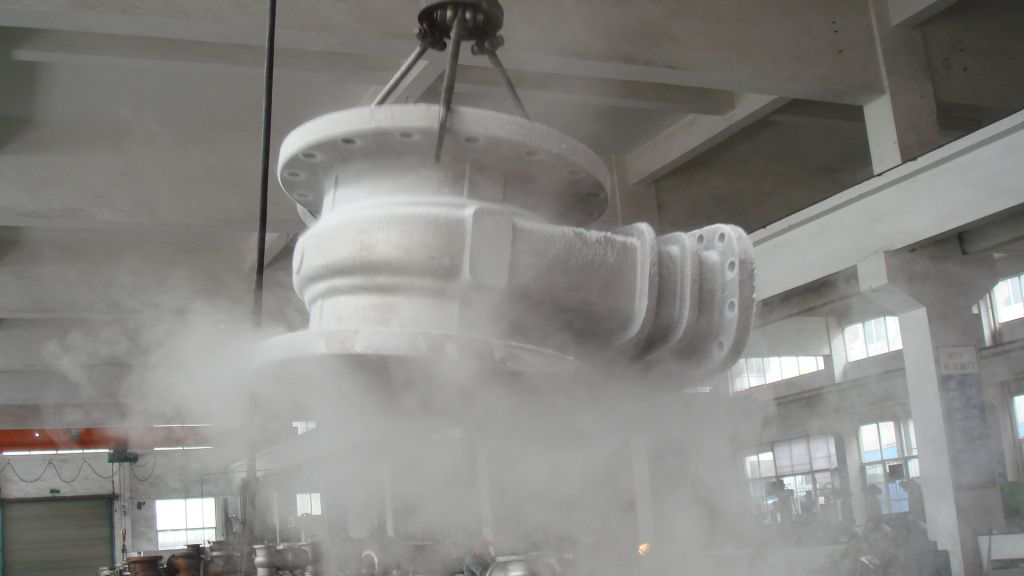
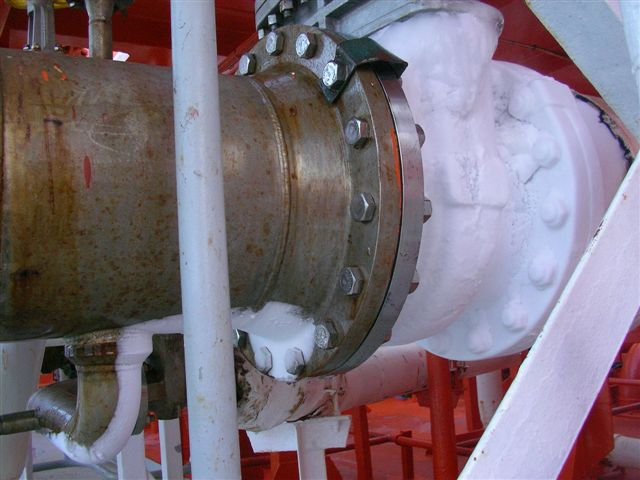
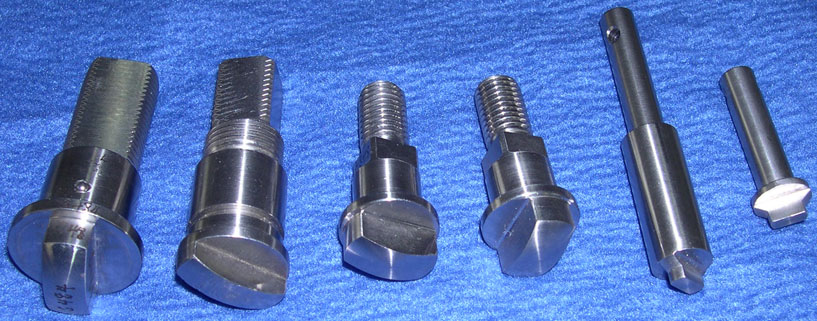
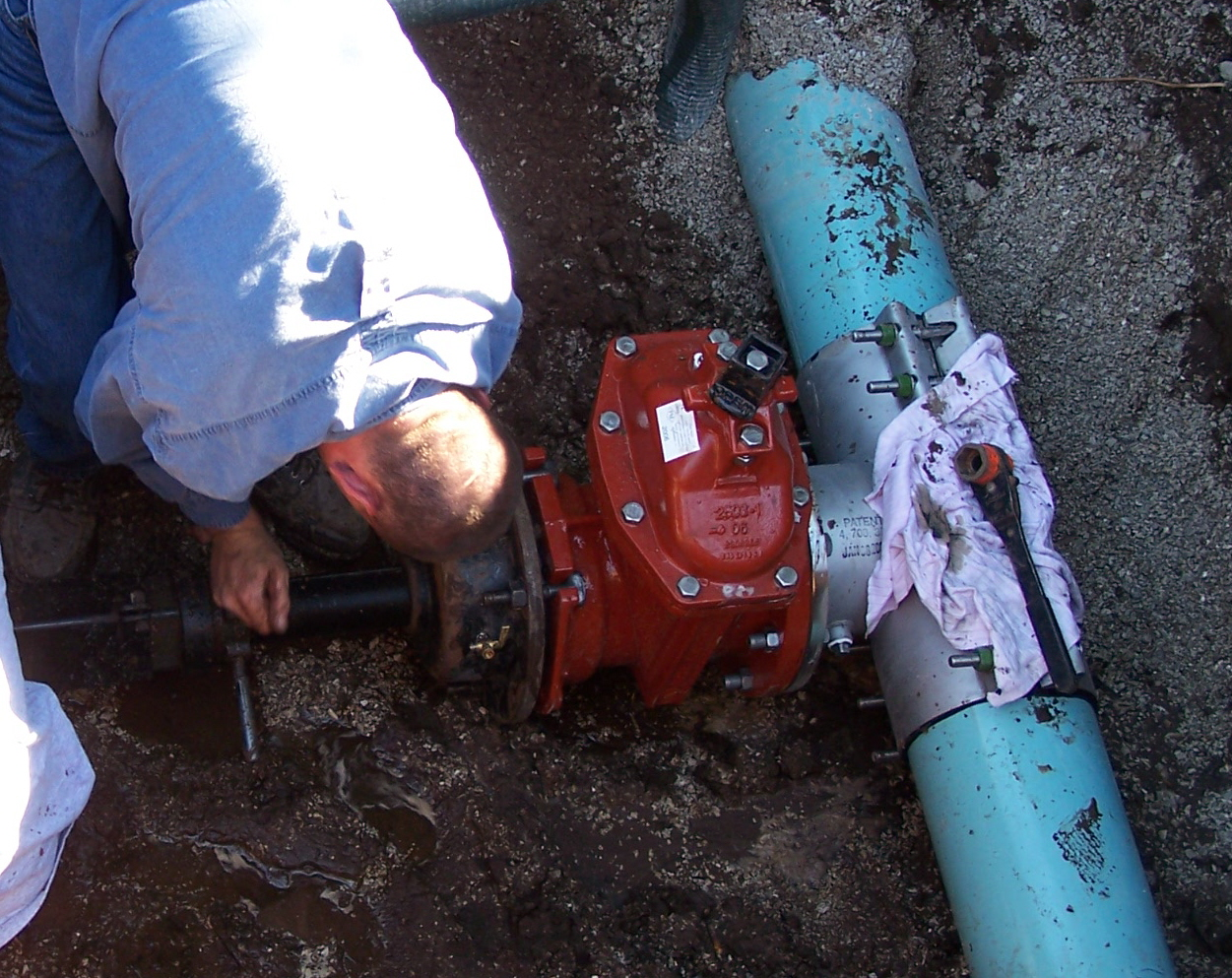